# 小行星6549
小行星6549（英語：6549 Skryabin）是一颗围绕太阳公转的小行星。1988年8月13日，艾瑞克·怀特·埃尔斯特在上普罗旺斯发现了此天体。
这颗小行星的绝对星等为177.9131412955602等。